# Хорватско
Хорватско је насељено место у Републици Хрватској у Вараждинској жупанији. Административно је у саставу града Иванца. Простире се на површини од 2,16 км2
Хорватско се налазе 18 км југозападно од центра жупаније Вараждина.

## Становништво
Према задњем попису становништва из 2001. године у насељу Хорватско живело је 143 становника. који су живели у 40 породичних домаћинстава Густина насељености је 45,25 становника на км2.
Кретање броја становника по пописима 1857—2001.
| година пописа  | 1857. | 1869. | 1880. | 1890. | 1900. | 1910. | 1921. | 1931. | 1948. | 1953. | 1961. | 1971. | 1981. | 1991. | 2001. |
| бр. становника | 0     | 0     | 0     | 0     | 0     | 0     | 0     | 0     | 0     | 0     | 0     | 0     | 0     | 155   | 143   |

Напомена:Исказује се као самостално насеље од 1991. Настало издвајањем из насеља Дубравец (општина Кленовник) у којему су садржани подаци од 1857. до 1981.